# Mratinje-Talsperre
Die Mratinje-Talsperre in Montenegro ist eine große Talsperre mit einer 220 m hohen Staumauer in einer engen steilen Schlucht im Tal der Piva, eines Quellflusses der Drina. Der Stausee, der Pivsko jezero, liegt nahe der Grenze zu Bosnien-Herzegowina. Ihren Namen hat die Talsperre von dem Ort Mratinje und dem Mratinje-Felsen, der 2,85 km oberhalb der Staumauer liegt.

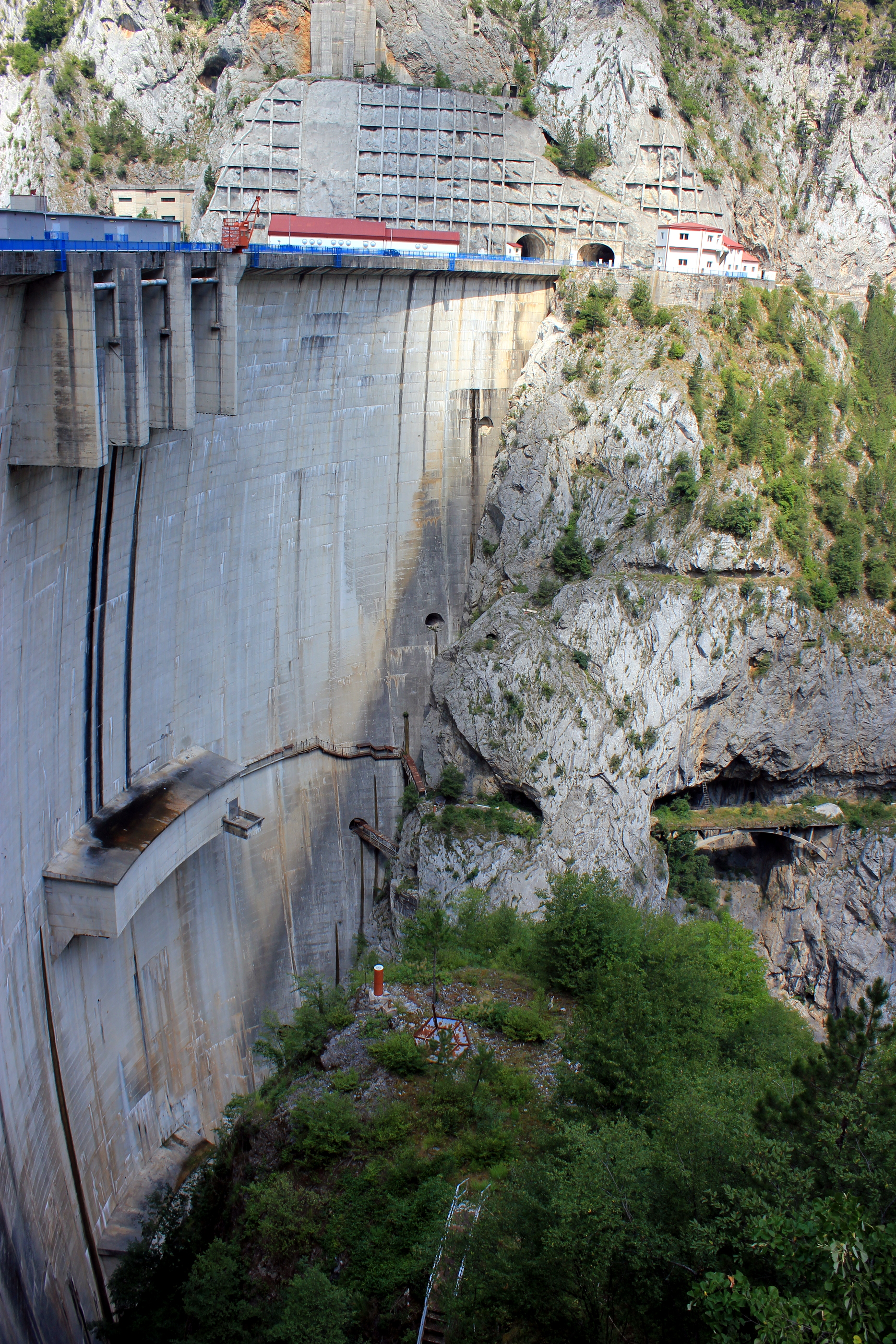
Detailansicht der Staumauer

Die Bogenstaumauer ist doppelt gekrümmt und hat eine horizontal und vertikal veränderliche Dicke. Die Kronenlänge wird mit 201 und auch 268 m angegeben. Unterhalb der Staumauer liegt ein Wasserkraftwerk. Seine drei Turbinen erzeugen bei einer Durchflussmenge von 80 m³/s je 120 MW, zusammen 360 MW, und erzeugen jährlich 860 GWh Elektrizität.